# Olinsgymnasiet
Olinsgymnasiet är en fristående gymnasieskola i Sverige med fem skolenheter. Skolan grundades 2016 av Kristian Wejshag. Koncernen har estetisk inriktning, och från och med 2023 även idrottsprogrammet.

## Skolor
Följande skolor ingår i koncernen:
- Skara öppnad 2016
- Götene öppnad 2021
- Vänergymnasiet Olins Mariestad övertagen 2021
- Sparresäter öppnad 2023
- Tibro öppnad 2023

## Historik
År 2001 skapade Wejshag programmet Music & Production inom den kommunala gymnasieverksamheten i Skara kommun. programmet lockade elever från olika delar av landet. Vid gymnasiereformen 2011 skedde förändringar som gjorde att Wejshag fick starta ett fristående gymnasium för att kunna fortsätta ta emot elever från andra delar av landet. Friskolan grundades 2016 i Skara.
År 2021 öppnade Olinsgymnasiet i Götene, och året efter tog de över det 20 år gamla Vänergymnasiet och etablerade sig i Mariestad. År 2023 öppnade koncernen två nya skolor i Sparresäter och Tibro och utökade samtidigt med idrottsprogrammet.